# Engadiner Kraftwerke
Die Engadiner Kraftwerke AG, abgekürzt EKW, rätoromanisch in den ladinischen Idiomen Ouvras Electricas d'Engiadina SA, italienisch Officine Elettriche dell'Engadina SA, französisch Usines Electriques de l'Engadine SA, ist eine 1954 gegründete Kraftwerkgesellschaft. Die Zentrale Pradella ist das Wasserkraftwerk mit der zweitgrössten Stromerzeugung in der Schweiz.

## Anlagen
|  |  |

|  |  |

|  |  |  |

|  |  |

|  |  |

|  |  |  |  |  |

|  |  |  |  |

|  |  |  |  |  |

|  |  |  |  |  |

|  |  |  |  |  |

|  |  |  |  |  |  |

|  |  |  |  |  |  |

|  |  |  |  |

|  |  |  |  |  |

|  |  |  |  |  |  |

|  |  |  |  |

|  |  |  |

|  |  |  |

|  |  |  |  |

|  |  |  |  |

|  |  |  |  |

|  |  |

|  |  |

|  |  |

|  |  |  |

|  |  |

|  |  |

|  |  |  |  |  |

|  |  |  |  |

|  |  |  |  |  |

|  |  |  |  |  |

|  |  |  |  |  |

|  |  |  |  |  |  |

|  |  |  |  |  |  |

|  |  |  |  |

|  |  |  |  |  |

|  |  |  |  |  |  |

|  |  |  |  |

|  |  |  |

|  |  |  |

|  |  |  |  |

|  |  |  |  |

|  |  |  |  |

|  |  |

Der Lago di Livigno ist der Kopfspeicher der drei Kraftwerksstufen der Engadiner Kraftwerke. Die internationale Stufe Livigno–Ova Spin ist als Pumpspeicherkraftwerk ausgelegt und kann Wasser vom Inn in den Lago di Livigno pumpen, die beiden nationalen Stufen S-chanf–Pradella und Pradella–Martina sind als Speicherkraftwerke ausgelegt.
Zwischen der Inn-Wasserfassung S-chanf und der Rückgabe des Wassers in Martina liegen 46 km. Das Stollensystem der Kraftwerksgruppe besteht aus Freispiegel- und aus Druckstollen, die 4 bis 6 m Durchmesser haben und bis zu knapp 1'500 m unter der Erdoberfläche verlaufen. Die grösste Überdeckung ist im Bereich des Piz Clemgia zu finden. Knapp die Hälfte des Stollensystems unterquert den Nationalpark.
Neben den Kraftwerken betreiben die EKW auch den Tunnel Munt La Schera, der als Zugang zur Stauanlage Punt dal Gall des Lago di Livigno und als Zufahrt nach Livigno dient.

### Stufe Livigno–Ova Spin
Die in der Spölschlucht gelegene Zentrale Ova Spin trägt den Namen eines an der Ofenpassstrasse gelegenen Gebietes. Sie verarbeitet das Wasser aus dem Lago di Livigno und gibt es in den als Ausgleichsbecken dienenden Lai dad Ova Spin aus. In Schwachlastzeiten kann das Wasser aus dem Ausgleichsbecken wieder in den Lago di Livigno hochgepumpt werden.
Das Maschinenhaus befindet sich unter dem Überlauf der Staumauer und ist nur über ein Zugangsgebäude zu erreichen. Es sind zwei vertikale Francis-Turbinen installiert, die auch als Pumpen dienen, indem der Generator in der Gegendrehrichtung als Antriebsmotor genutzt wird. Im Pumpbetrieb werden die Turbinen über einen Frequenzumrichter angefahren und können je nach Förderhöhe, die mit dem Füllstand der Seen variiert, entweder mit 375/min oder 500/min betrieben werden. Die Nennleistung beträgt 50 MW. Jährlich werden 100 GWh produziert und 49 GWh für den Pumpbetrieb aufgewendet.

### Stufe S-chanf–Pradella
Das Wasser aus dem Inn, der Ova da Varusch und dem Vallember, welche in der Nähe von S-chanf gefasst werden, werden über einen 15 km langen Freispiegelstollen in den Lai dad Ova Spin geleitet.
Die Zentrale Pradella bei Scuol ist das grösste EKW Kraftwerk. Es verarbeitet mit vier vertikalen Francis-Turbinen das Wasser aus dem Lai dad Ova Spin, das über einen 20 km langen Druckstollen zugeführt wird. Jede Maschinengruppe hat eine Leistung von 72 MW, sodass die Gesamtleistung 288 MW beträgt. Jährlich produziert das Kraftwerk etwa 1 TWh Energie, womit es das Schweizer Wasserkraftwerk mit der zweitgrössten Stromproduktion ist. Einzig das Kraftwerk Bieudron, welche Wasser aus dem Lac des Dix verarbeitet, erzeugt noch mehr Strom.
Bei der Zentrale Pradella befindet sich auch die Freiluftschaltanlage, die den Anschluss ans europäische Verbundnetz herstellt. Seit den 1990er-Jahren verbindet eine 380-kV-Hochspannungsleitung Pradella direkt mit Österreich. Eine weitere, dreipolige 380-kV-Leitung, die von Sils im Domleschg kommende Albulaleitung, endet ebenfalls in Pradella. 

### Stufe Pradella–Martina
Das Ausgleichsbecken Pradella sammelt das turbinierte Wasser aus der Zentrale Pradella und das Wasser, welches in Pradella ein zweites Mal dem Inn entnommen wird.
Die Zentrale Martina ist unterirdisch in einer Kaverne beim Weiler Martina an der Landesgrenze zu Österreich untergebracht. Sie verarbeitet das Wasser aus dem Ausgleichsbecken Pradella, das über einen 14 km langen Druckstollen zugeführt wird. Die beiden Maschinengruppen mit Francis-Turbinen haben zusammen eine Leistung von rund 70 MW. Jährlich werden etwa 290 GWh Energie produziert.